# Chata Sova
Chata Sova (polský název Schronisko Sowa)
se nachází v nadmořské výšce 900 m n. m., v Polsku, pod vrcholem Wielke Sowy, nejvyšší hory Sovích hor. Nedaleko odtud na vrcholu hory, se do výše tyčí kamenná rozhledna.

## Historie
Horská chata byla otevřena v roce 1897
a to díky úsilí tehdejšího horského spolku (německý název Eulengebirgsvereine, polský název Towarzystwo Sowiogórskie) a z iniciativy Karla Wissena. Pro výstavbu chaty byl zakoupen pozemek o výměře asi 11 jiter v horní části Velké Sovy, pozemek měl výbornou polohu, protože se nacházel cca 15 minut chůze od vrcholu hory. Celkové náklady na výstavbu činily 12 000 marek, což bylo dvakrát více, než se očekávalo. Peníze pocházely z dobrovolných příspěvků, z prodeje cenných papírů. Zpočátku se jednalo o velice prostou stavbu ze dřeva, která spočívala na kamenném základu. Uvnitř byly dvě místnosti se čtyřmi malými a jedním větším pokojem, s celkovou kapacitou 8 lůžek. Prve nebyla horská chata k dispozici po celý rok, turistická sezóna končila na podzim. Od roku 1898 zde byl v provozu i bufet. Postupem času byla chata postupně přestavována, jedna z prvních stavebních úprav představovala zateplení stěn a montáž okenic. Roku 1900 byla do chaty přivedena voda, také byl instalován hromosvod. V roce 1903 odkoupil spolek od Hanse Wiesena, syna zesnulého Karla Wiesena, pozemek č. 1 a to za cca 500 marek. Tento pozemek byl připojen k původnímu pozemku, kdy vznikla parcela o celkové výměře 4,472 ha. Ve své době objekt spravoval horský spolek Towarzystwo Sowiogórskie z Dzierżoniowa. Prvním správcem byl Goebe, druhým Vogel a to do roku 1900. Poté následoval Carl Barwarnietz a Paul Grunwald. Od roku 1915 zde jako nájemce působil Fritz Nikolaus a to až do roku 1940, právě on se těšil velkému renomé mezi turisty. Další přestavbou započal rok 1910, kdy byla chata rozšířena o další místnost. Rozhodnutí bylo učiněno již v roce 1909, neboť skromné přístřeší nebylo schopno zvládnout rostoucí zájem turistů, na projekt bylo vyčleněno asi 8 500 marek. V roce 1914 zachvátil chatu požár a částečně ji poničil. Škoda byla vyčíslena na 20 000 marek, z toho 12 000 marek uhradily pojišťovny. V meziválečném období byla chata opětovně přestavována, kupříkladu v roce 1923 byly vybudovány toalety, později byla přivedena elektřina a přistavěna prosklená veranda. V té době měla chata k dispozici ústřední topení a tekoucí vodu. V roce 1930 byla nemovitost oceněna ve výši 50 000 marek. Ve své době byla mezi turisty velmi oblíbená, přestože tehdy disponovala 11 až 16 místy k noclehu. Po druhé světové válce chatu převzal fond FWP (polský název Fundusz Wczasów Pracowniczych) dále pak sloužila jako rekreační objekt „Marysieńka“. I toto období chata přečkala a byla znovu otevřena turistům. Stávající objekty na vrcholu hory se vzájemně doplňují a poskytují tak široké zázemí turistům.

## Přístup
Nejkratší přístup k chatě je od lesního parkoviště u vesničky Sokolec po zelené turistické značce (20 minut), nebo ze sedla Przełęcz Sokola po červené červené turistické značce (30 minut). Nedaleko odtud se také nachází horská chata Orel (polský název Schronisko Orzeł). Hranice s Českou republikou je vzdálená přibližně 8 km.